# Miyazaki Yasuji

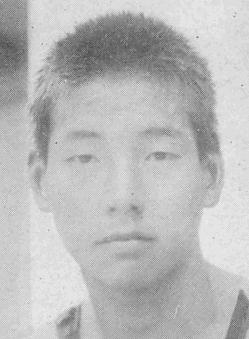
Miyazaki Yasuji

Miyazaki Yasuji (jap. 宮崎 康二; * 15. Oktober 1916 in Kosai, Präfektur Shizuoka; † 30. Dezember 1989) war ein japanischer Schwimmer.

## Leben
Miyazaki Yasuji studierte an der Keiō-Universität. Er war der jüngste Schwimmer, der jemals Gold über die 100 m Freistil bei Olympischen Spielen gewann. Mit gerade einmal 15 Jahren wurde er bei den Olympischen Spielen 1932 in Los Angeles Olympiasieger. Mit der japanischen Staffel gewann er über 4 × 200 m Freistil Gold. Im Halbfinale über 100 m Freistil durchbrach er mit seinem Weltrekord als erster Schwimmer die Schallmauer von 58 Sekunden.
Nach Ende der aktiv-sportlichen Laufbahn war er im Vorstand des japanischen Schwimmverbandes „Nihon Suiren“ (日本水連理事) und als Direktor einer Japanisch-amerikanischen Handelsgesellschaft für Maschinen (日米機械貿易社, Nichibei kikai bōeki-sha) tätig.
Im Jahr 1981 wurde er in die Ruhmeshalle des internationalen Schwimmsports aufgenommen.